# Glycyphana siberutensis
Glycyphana siberutensis är en skalbaggsart som beskrevs av Franz Antoine och Legrand 2002. Glycyphana siberutensis ingår i släktet Glycyphana och familjen Cetoniidae. Inga underarter finns listade i Catalogue of Life.